# 十分寮 (新北市)
十分寮，原寫為什份藔，是新北市平溪區的一個地名，位於該區東北半部，範圍大致包括新寮里、十分里、南山里、平湖里、望古里、嶺腳里東南端凸出部分。

## 歷史
台灣清治末期至日治前期，十分寮地區為一街庄，稱為「什份藔庄」，隸屬於石碇堡。該庄西北與暖暖街、𫙮魚坑庄為鄰，東北與三瓜仔庄為鄰，東南邊為平林庄、柑腳庄，西南邊為石底庄。
1901年（日治明治三十四年）11月，該庄隸屬於基隆廳，單獨編為第二十二區。1905年（明治三十八年）7月，第二十二區改名「什份藔區」。1920年（大正九年），該庄改制並雅化為「十分寮」大字，隸屬於臺北州基隆郡平溪庄，大字下有「新寮」、「伍分寮」、「六分」、「幼坑」、「頂寮子」、「月桃寮」、「十分寮」、「石灼坑」、「望古坑」、「大湖」、「平溪子」、「乾坑」、「粗坑」、「南山坪」、「番子坑」、「石硿子」小字名。
戰後平溪庄改制為平溪鄉，隸屬於臺北縣，大字亦改制為村。2010年12月，臺北縣升格為新北市，平溪鄉改制為平溪區，村亦改制為里。

## 交通
台鐵平溪線經過十分寮地區，設有大華車站、十分車站，望古車站。由此等往東北可前往三貂嶺車站接宜蘭線，往西南可前往菁桐車站。
省道台2丙線大致以西北—東南走向經過本地區中部，往東南可前往雙溪、貢寮，往西北可前往暖暖。
市道106號大致以東北—西南走向經過本地區，往東北可前往瑞芳𫙮魚坑，往西南可前往深坑、新店、中和、板橋、新莊、泰山、林口等地。